# Муксино (Башкортостан)
Муксино (баш. Мөҡсин) — деревня в Аургазинском районе Республики Башкортостан Российской Федерации. Входит в состав Ишлинского сельсовета. 

## География

### Географическое положение
Расстояние до:
- районного центра (Толбазы): 27 км,
- центра сельсовета (Ишлы): 8 км,
- ближайшей ж/д станции (Белое Озеро): 51 км.

## Население
| 2002 | 2009 | 2010 |
| ---- | ---- | ---- |
| 40   | ↗54  | ↘37  |

Согласно переписи 2002 года, преобладающая национальность — татары (92 %).